# Kagbeni
Kagbeni (Nepali कागबेनी) ist ein Dorf mit reger Bautätigkeit und ein Village Development Committee im Distrikt Mustang im oberen Flusstal des Kali Gandaki in Nepal.
Der Ort Kagbeni liegt am linken Ufer des Kali Gandaki auf einer Höhe von 2830 m an der Einmündung des Nebenflusses Jhong Khola. Der Ort liegt an der Straße vom knapp 10 km südlich gelegenen Jomsom zum 10 km östlich gelegenen Muktinath.

## Einwohner
Bei der Volkszählung 2011 hatte Kagbeni 937 Einwohner (davon 461 Männer) in 274 Haushalten.

## Dörfer und Weiler
Kagbeni besteht aus mehreren Dörfern und Weilern:
- Dhagarjung (3220 m ⊙)
- Ekle Bhatti (2780 m ⊙)
- Ili (2830 m)
- Kagbeni (2830 m ⊙)
- Lembibuk (2950 m)
- Panda (2780 m)
- Pangling (2909 m ⊙)
- Phallyak (3140 m ⊙)
- Sangta (3770 m ⊙)
- Tirigaun (2860 m ⊙)

Kagbeni
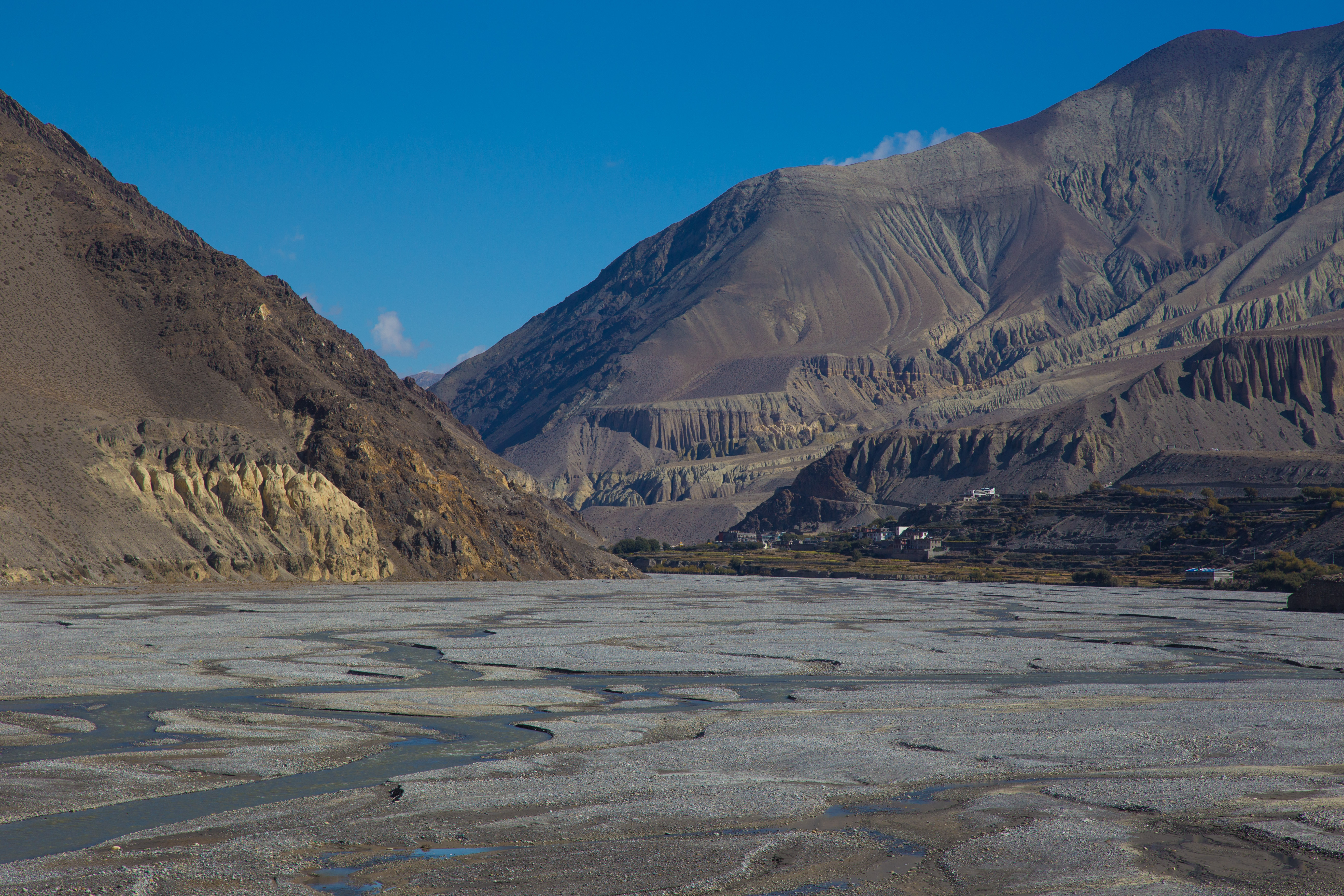
Kali Gandaki nahe Kagbeni
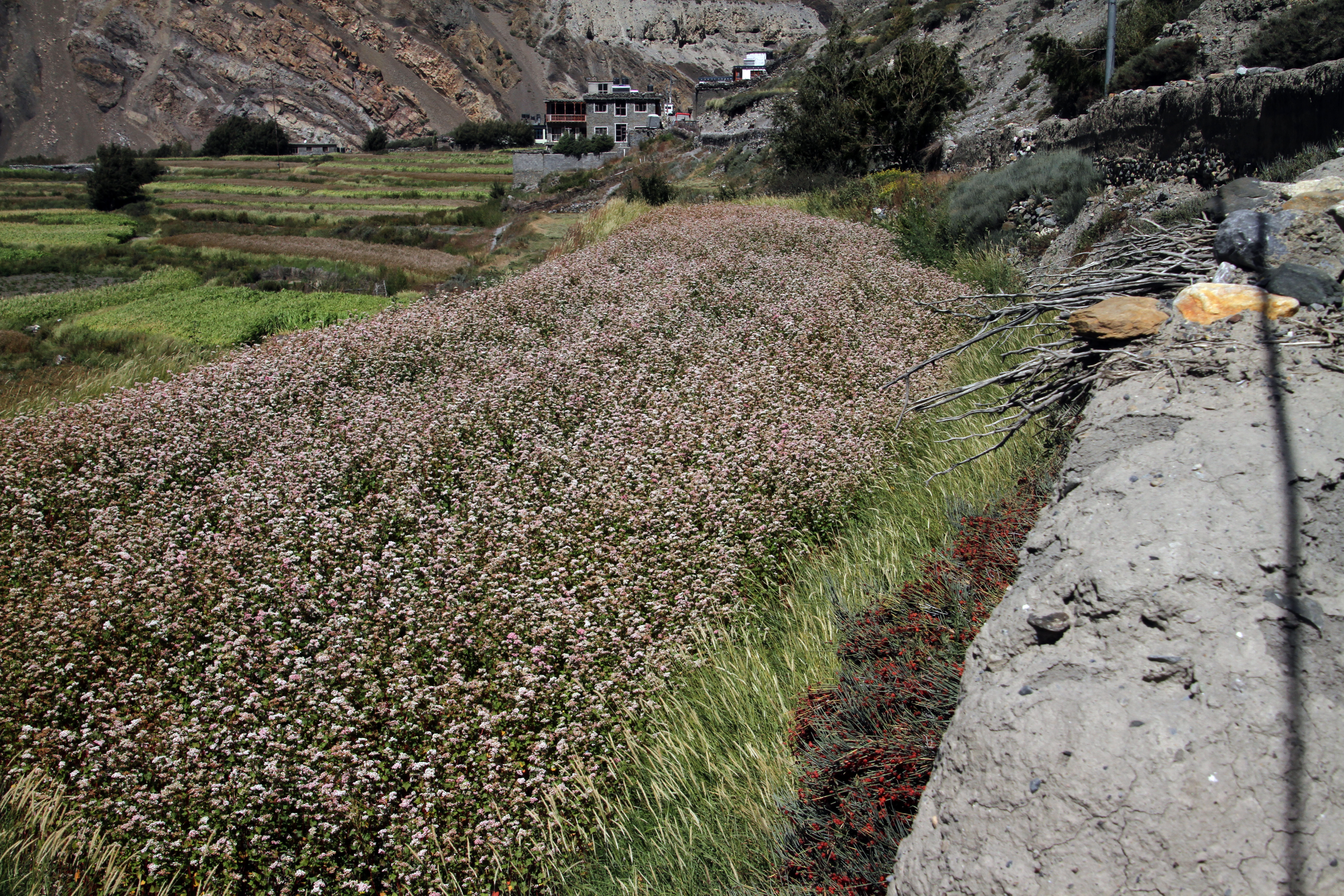
Felder südlich von Kagbeni
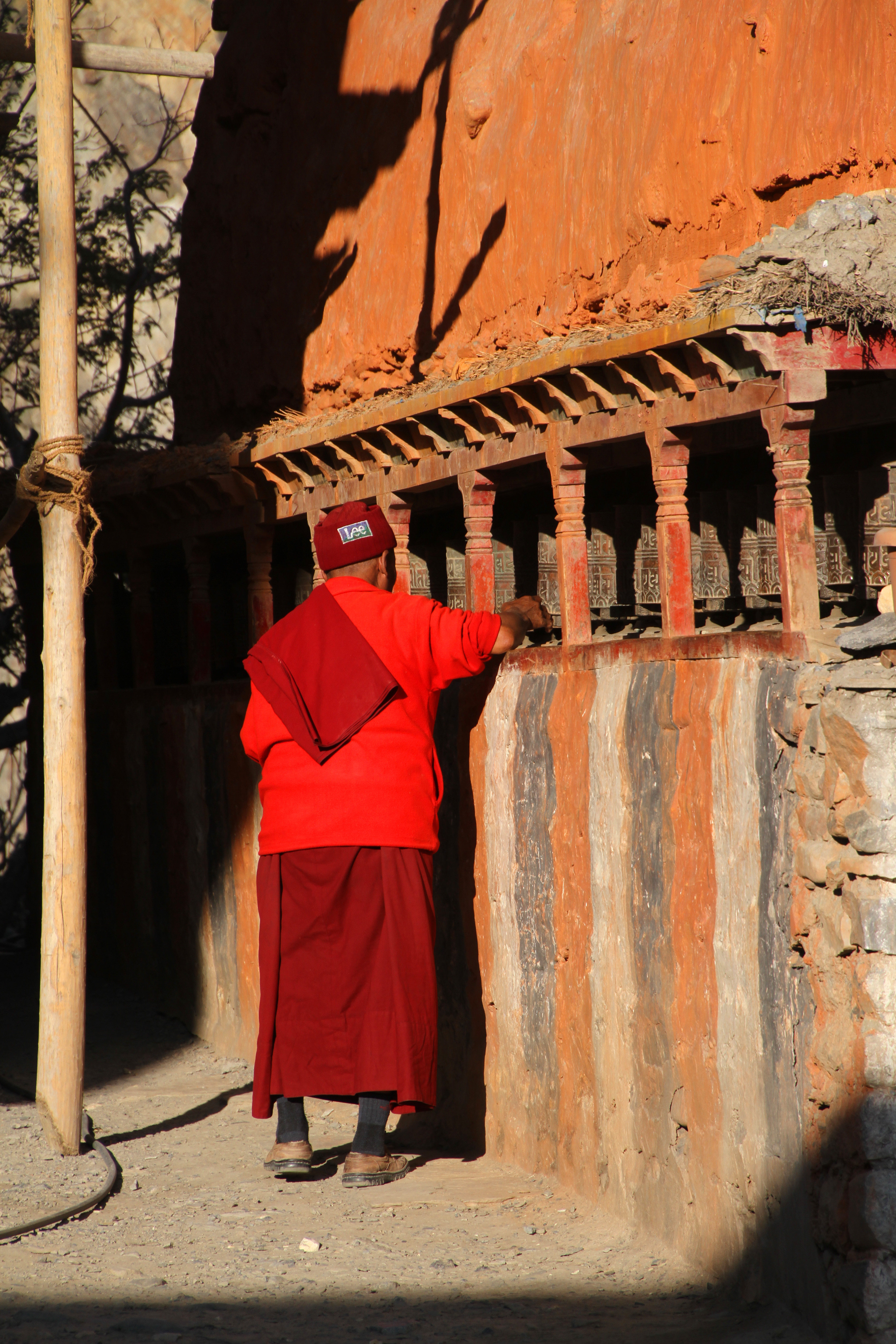
Gompa mit Mönch an Gebetsmühlen
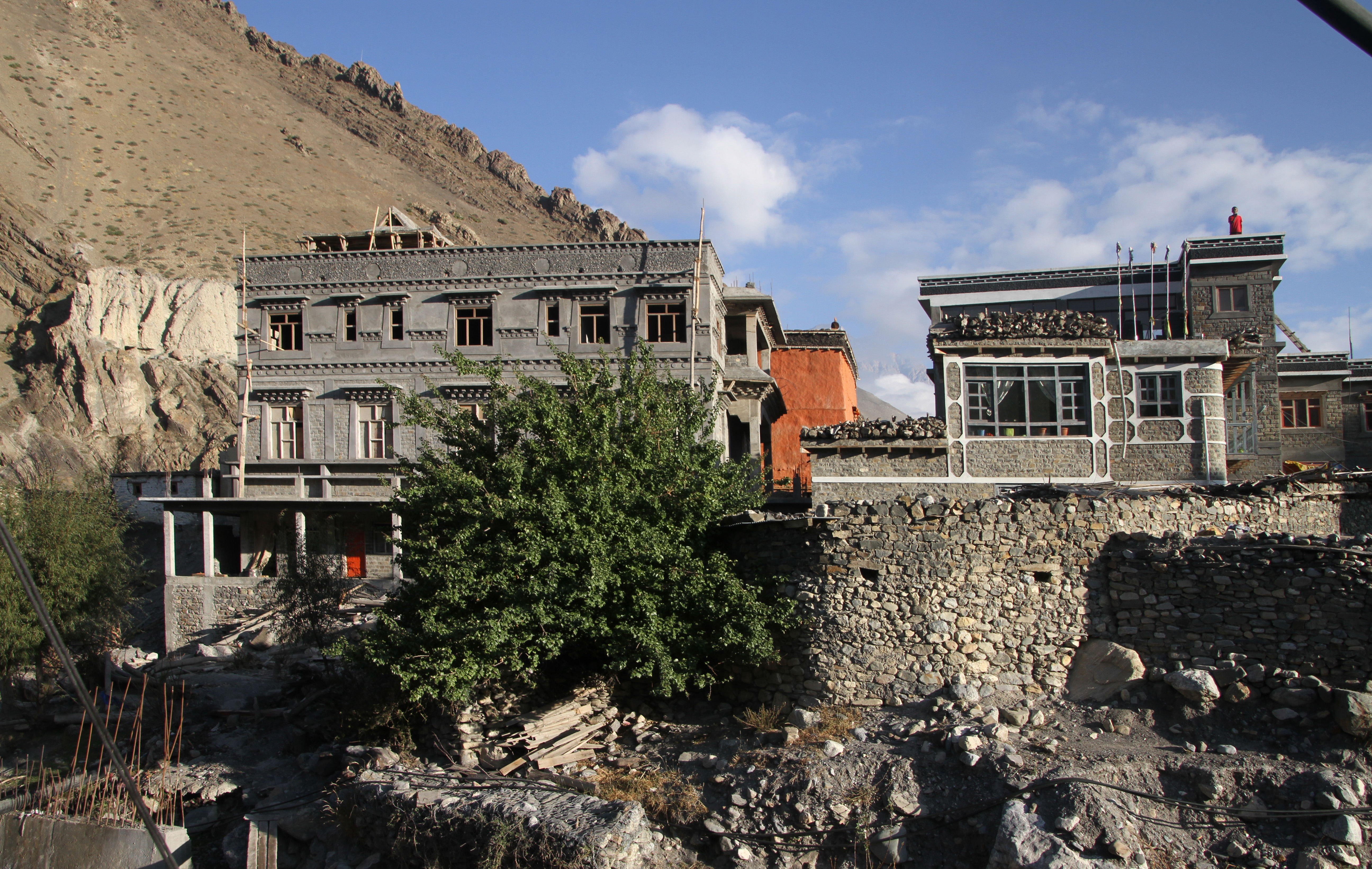
Klosterneubau
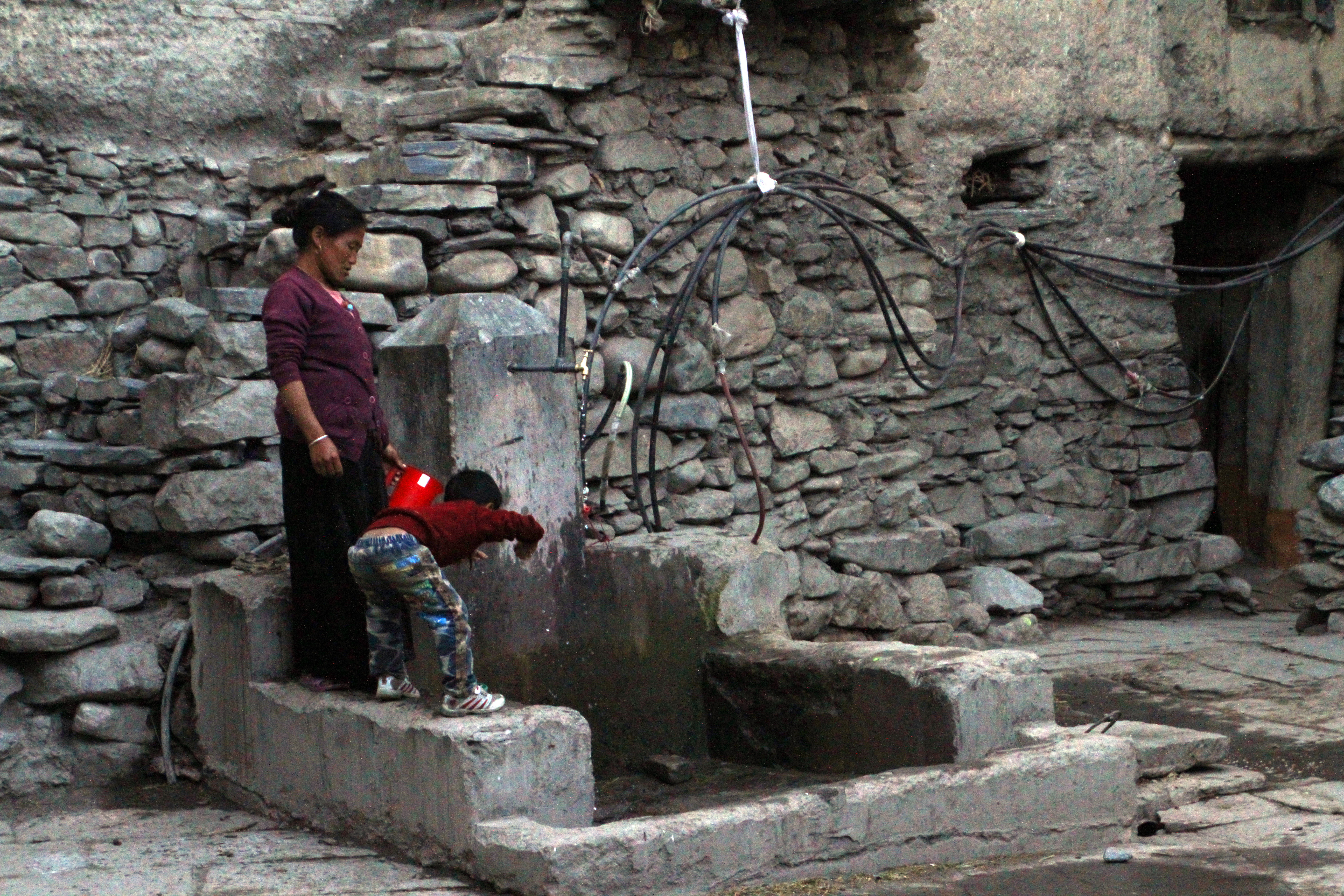
Brunnen im Zentrum
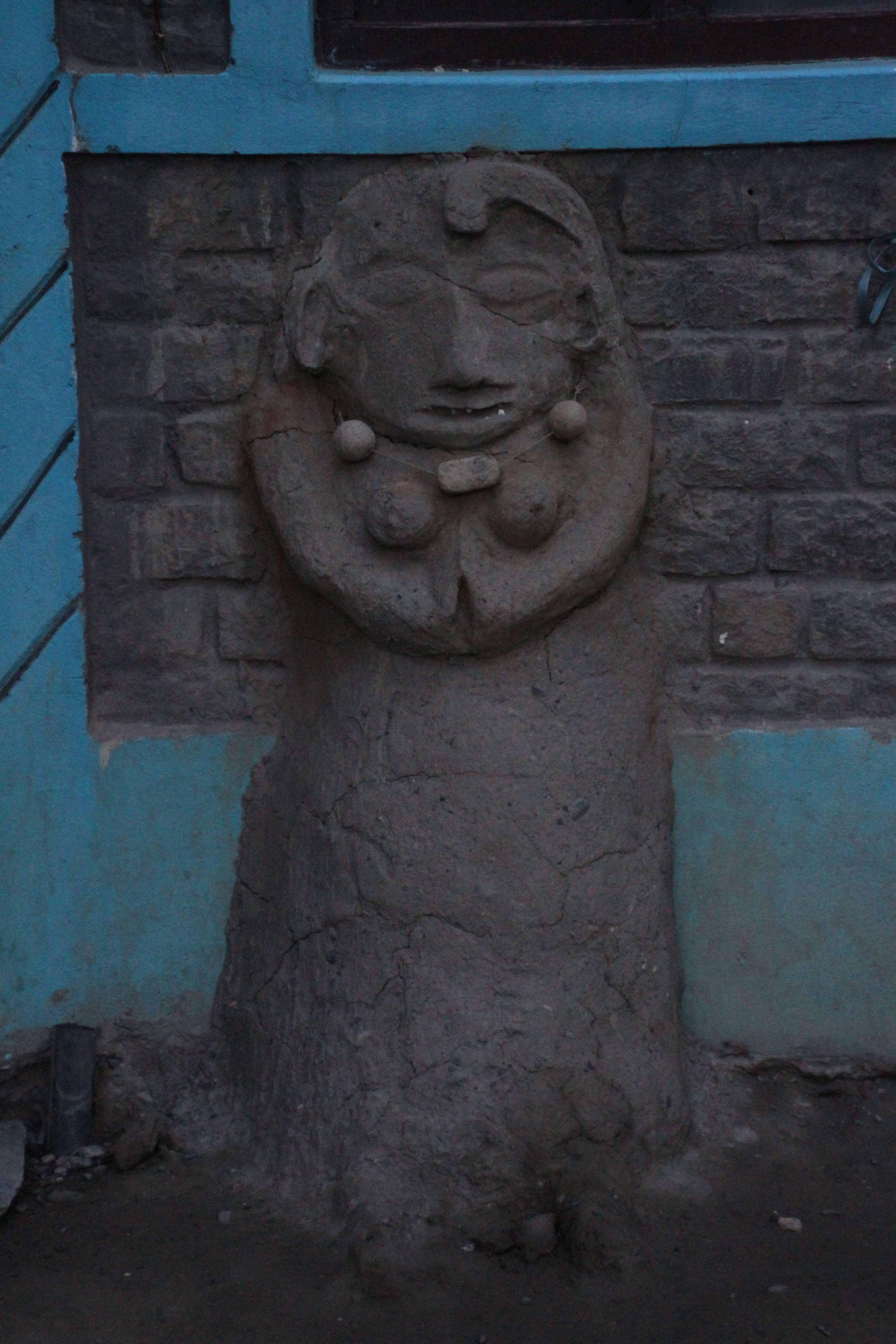
Meme Mom
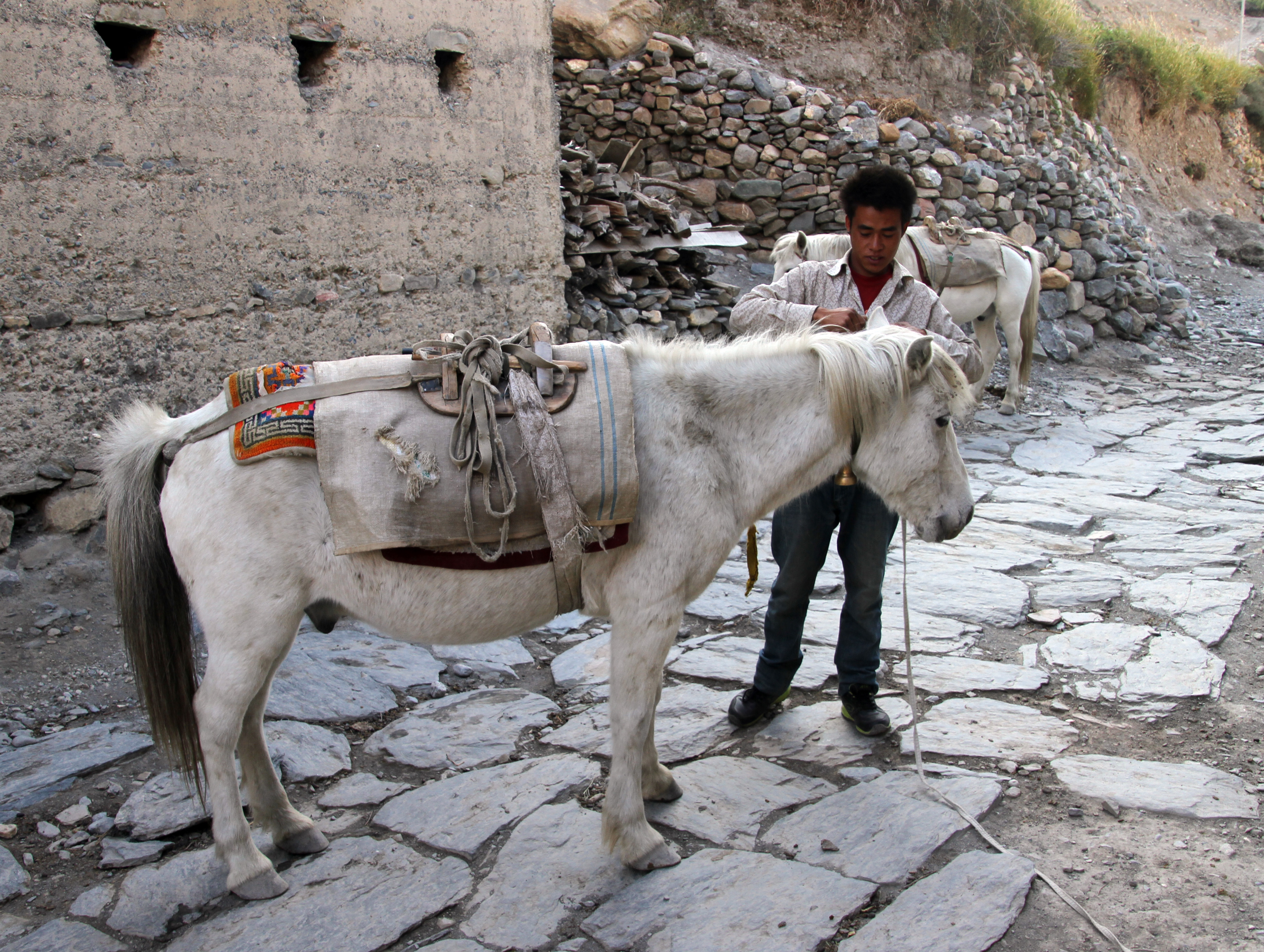
Packpferde und ihr Herr
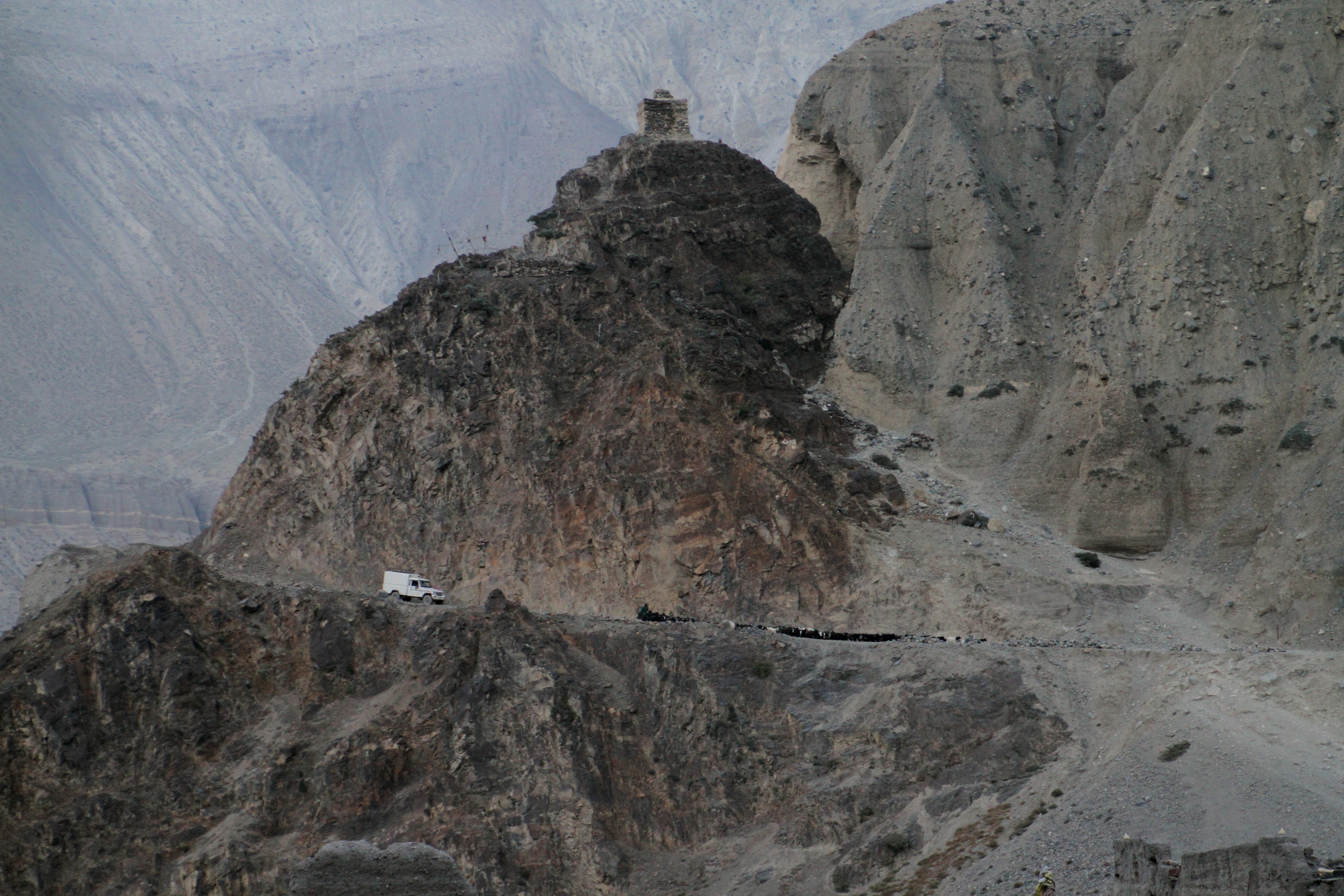
Weg nach Norden mit Wachturm